# Klaus Dieter Breitschwert
Klaus Dieter Breitschwert (* 21. April 1943 in Ansbach) ist ein bayerischer Politiker (CSU). Von 1992 bis 2013 war er Mitglied des Bayerischen Landtags.

## Biografie
Breitschwert wurde in Ansbach als Sohn einer Unternehmerfamilie geboren, die seit 1945 ein Autohaus betreibt.
Von 1972 bis 2013 war Klaus Dieter Breitschwert Stadtrat in Ansbach. Von 1978 bis 1990 sowie von 1996 bis 2008 war er ehrenamtlicher Bürgermeister unter den Oberbürgermeistern Ernst-Günther Zumach und Ralf Felber. 1990 kandidierte er für das Amt des Oberbürgermeisters, unterlag jedoch dem SPD-Kandidaten Ralf Felber.
1992 rückte er für den verstorbenen Abgeordneten Heinz Leschanowsky in den Bayerischen Landtag nach. 1994 wurde er über die mittelfränkische Bezirksliste in den Bayerischen Landtag gewählt. 1998, 2003 und 2008 wurde er als Direktkandidat für den Stimmkreis Ansbach-Nord in den Bayerischen Landtag gewählt.
Breitschwert ist evangelisch und geschieden. Er ist Mitinhaber des familieneigenen Kfz-Handels- und Handwerksbetriebes in Ansbach mit Filialen in Ansbach und Heilsbronn. In Feuchtwangen ist er Alleininhaber.

## Politische Ämter
Von 1973 bis 2012 gehörte Klaus Dieter Breitschwert dem Landesvorstand der Mittelstands-Union der CSU an, ab 1975 bis 2012 als stellvertretender Landesvorsitzender.  Als Nachfolger von Carl-Dieter Spranger war er von 1976 bis 2013 Vorsitzender des CSU-Kreisverbandes Ansbach-Stadt. Auch war er stellvertretender Bezirksvorsitzender der CSU Mittelfranken.
Darüber hinaus war Breitschwert Mitglied des Medienrates der Bayerischen Landeszentrale für neue Medien. Dort war er Vorsitzender des Technikausschusses und gehörte u. a. dem Fernseh- und beschließenden Ausschuss an.
Von 2005 bis Herbst 2017 war er Präsident des Verbandes des Kraftfahrzeuggewerbes Bayern und Landesinnungsmeister des bayerischen Kraftfahrzeughandwerks und wurde bei seinem Ausscheiden zum Ehrenpräsidenten gewählt.

## Auszeichnungen
- 2004: Bayerischer Verdienstorden
- 2007: Bayerische Verfassungsmedaille in Silber
- 2009: Kommunale Verdienstmedaille
- 2017: Bundesverdienstkreuz am Bande
- 2018 Goldene Ehrennadel des Bayerischen Handwerktages
- 2018 Ehrenbürger der Ansbacher Partnerstadt Anglet im Baskenland
- 2018 Ehrenbürger Ansbachs